# Luciano Canfora
Luciano Canfora, né le 5 juin 1942 à Bari en Italie, est un philologue classique, historien, essayiste et l'un des grands spécialistes italiens de l'Antiquité.

## Biographie
Après une licence d'Histoire romaine, obtenue en 1964, puis une spécialisation en philologie classique à l'École normale supérieure de Pise, Luciano Canfora commença une carrière universitaire comme assistant en Histoire antique, puis en littérature grecque.
Aujourd'hui, il est professeur émérite de philologie grecque et latine à l'Université de Bari et directeur scientifique de l'École supérieure d'études historiques de l’université de Saint-Marin.
Depuis 1975, il dirige la revue Quaderni di storia.

## Engagement politique
Candidat aux Élections européennes de 1999, il était inscrit sur la liste du Parti des communistes italiens.

## Œuvres
- Inventario dei manoscritti greci di Demostene, Padoue, Antenore, 1968
- Per la cronologia di Demostene, Bari, Adriatica, 1968
- Per la storia del testo di Demostene, Bari, Arti grafiche Laterza & Polo, 1968
- Tucidide continuato, Padoue, Antenore, 1970
- Totalità e selezione nella storiografia classica, Bari, Éditions Laterza, 1972
- Conservazione e perdita dei classici, Padoue, Antenore, 1974
- Storici della rivoluzione romana, Bari, Dedalo, 1974
- Teorie e tecniche della storiografia classica. Luciano, Plutarco, Dionigi, Anonimo su Tucidide, Bari, Laterza, 1974
- La Germania di Tacito da Engels al nazismo, Naples, Liguori, 1979
- Intellettuali in Germania. Tra reazione e rivoluzione, Bari, De Donato, 1979
- Ideologie del classicismo, Turin, Einaudi, 1980
- Studi sull'Athenaion politeia pseudosenofontea, Turin, Accademia delle Scienze, 1980
- Analogia e storia. Uso politico dei paradigmi storici, Milan, Il Saggiatore, 1982
- Storie di oligarchi, Palerme, Sellerio, 1983
- Il comunista senza partito, Palerme, Sellerio, 1984
- La sentenza. Concetto Marchesi e Giovanni Gentile, Palerme, Sellerio, 1985
- La biblioteca scomparsa, Sellerio, 1986
- Storia della letteratura greca, Rome-Bari, Laterza, 1986
- Antologia della letteratura greca, Rome-Bari, Laterza, 1987
- Ellenismo, Rome-Bari, Laterza, 1987
- Tucidide. L'oligarca imperfetto, Rome, Editori Riuniti, 1988
- Una società premoderna. Lavoro, morale, scrittura in Grecia, Bari, Dedalo, 1989
- Togliatti e i dilemmi della politica, Rome-Bari, Laterza, 1989
- Le vie del classicismo, Rome-Bari, Laterza, 1989
- La crisi dell'Est e il PCI, Bari, Dedalo, 1990
- Marx vive a Calcutta, Bari, Dedalo, 1992
- Tucidide e l'impero. Presa di Melo, Rome-Bari, Laterza, 1992; 2000
- avec Renata Roncalli, Autori e testi della letteratura latina, Rome-Bari, Laterza, 1993
- Demagogia, Palerme, Sellerio, 1993
- Studi di storia della storiografia romana, Bari, Edipuglia, 1993
- Vita di Lucrezio, Palerme, Sellerio, 1993
- avec Renata Roncalli, I classici nella storia della letteratura latina. Per il liceo classico, Bari, Laterza, 1994
- avec Renata Roncalli, Scrittori e testi di Roma antica. Antologia latina per gli istituti magistrali, Bari, Laterza, 1994
- Libro e libertà, Rome-Bari, Laterza, 1994
- Manifesto della libertà, Palerme, Sellerio, 1994
- Pensare la rivoluzione russa, Milan, Teti, 1995
- Il viaggio di Aristea, Roma-Bari, Laterza, 1996
- Teorie e tecnica della storiografia classica. Luciano, Plutarco, Dionigi, Anonimo su Tucidide, Rome-Bari, Laterza, 1996
- (dir.), Idee di Europa : attualità e fragilità di un progetto antico, Bari, Dedalo, 1997
- La biblioteca del patriarca. Fozio censurato nella Francia di Mazzarino, Rome, Salerno editrice, 1998
- La lista di Andocide, Palerme, Sellerio, 1998
- Un ribelle in cerca di libertà. Profilo di Palmiro Togliatti, Palerme, Sellerio, 1998
- Togliatti e i critici tardi, Teti, 1998
- Giulio Cesare. Il dittatore democratico, Rome-Bari, Laterza, 1999
- Il mistero Tucidide, Milan, Adelphi, 1999
- La storiografia greca, Milan, Mondadori, 1999
- Un mestiere pericoloso. La vita quotidiana dei filosofi greci, Palerme, Sellerio, 2000
- Prima lezione di storia greca, Rome-Bari, Laterza, 2000
- Il Fozio ritrovato. Juan de Mariana e André Schott, Bari, Dedalo, 2001
- Convertire Casaubon, Milan, Adelphi, 2002
- Il copista come autore, Palerme, Sellerio, 2002
- Critica della retorica democratica, Rome-Bari, Laterza, 2002
- Noi e gli antichi. Perché lo studio dei greci e dei romani giova all'intelligenza dei moderni, Milan, Rizzoli, 2002
- Storici e storia, Turin, Nino Aragno, 2003
- Vita di Chardon de La Rochette commissario alle biblioteche, Messine, Università degli studi di Messina, 2003
- La democrazia. Storia di un'ideologia, Rome-Bari, Laterza, 2004
- Il papiro di Dongo, Milan, Adelphi, 2005
- Tucidide tra Atene e Roma, Rome, Salerno editrice, 2005
- 1914, Palerme, Sellerio, 2006
- L'occhio di Zeus. Disavventure della "Democrazia", Rome-Bari, Laterza, 2006
- Concetto Marchesi, Cosenza, Pellegrini, 2007
- Esportare la libertà. Il mito che ha fallito, c, 2007
- La prima marcia su Roma, Rome-Bari, Laterza, 2007
- Su Gramsci, Rome, Datanews, 2007
- (dir. avec Luciano Bossina), Ma come fa a essere un papiro di Artemidoro?, Bari, Edizioni di Pagina, 2008
- 1956. L'anno spartiacque, Palerme, Sellerio, 2008
- Filologia e libertà. La più eversiva delle discipline, l'indipendenza di pensiero e il diritto alla verità, Milan, Mondadori, 2008
- Il papiro di Artemidoro, Rome-Bari, Laterza, 2008
- La storia falsa, Milan, Rizzoli, 2008
- La natura del potere, Rome-Bari, Laterza, 2009
- Il viaggio di Artemidoro. Vita e avventure di un grande esploratore dell'antichità, Milan, Rizzoli, 2010
- L'uso politico dei paradigmi storici, Rome-Bari, Laterza, 2010

## Œuvres traduites en français ou écrites en français
- La Véritable Histoire de la bibliothèque d'Alexandrie, trad. par Jean-Paul Manganaro et Danielle Dubroca, Paris, Desjonquères, 2023, 204p. (ISBN 978-2-494500-03-7)
- Histoire de la littérature grecque : d'Homère à Aristote, trad. par Denise Fourgous, Paris, Desjonquères, 1994, 705 pages.
- Une profession dangereuse : les penseurs grecs dans la cité, trad. par Isabelle Abramé-Battesti, Paris, Desjonquères, 2001, 153 pages.
- Jules César, le dictateur démocrate, trad. par Corinne Paul Maïer et Sylvie Pittia, Flammarion, Paris, 2001, 496 pages.
- L'Imposture démocratique : du procès de Socrate à l'élection de G. W. Bush, trad. par Pierre-Emmanuel Dauzat, Paris, Flammarion, 2003, 144 pages.
- La Bibliothèque du patriarche : Photius censuré dans la France de Mazarin, trad. par Luigi-Alberto Sanchi, Paris, les Belles Lettres, 2003, 314 pages.
- Histoire de la littérature grecque à l'époque hellénistique, trad. par Marilène Raiola et Luigi-Alberto Sanchi, Paris-Arles, Desjonquères-Harmonia mundi, 2004, 415 pages.
- La Bibliothèque d'Alexandrie et l'histoire des textes, suivi de Alexandria docta : bibliographie générale, par Nathaël Istasse, Liège, Éd. de l'Université, 2004, 83 pages.
- La démocratie : Histoire d'une idéologie [« La democrazia. Storia di un'ideologia »], Seuil, 2006, 482 p. (ISBN 978-2-02-018340-6), trad. par Anna Colao et Paule Itoli, préface de Jacques Le Goff
- Exporter la liberté : Échec d'un mythe [« Esportare la libertà. Il mito che ha fallito »] (trad. de l'italien), Paris, Editions Desjonquères, 2008, 91 p. (ISBN 978-2-84321-104-1)
- Liberté et Inquisition, trad. par Pierluca Emma, Desjonquères, 2009
- La nature du pouvoir [« La natura del potere »] (trad. de l'italien), Paris, Les Belles Lettres, 2010, 91 p. (ISBN 978-2-251-20005-7)
- Le Copiste comme auteur [« Il copista come autore »] (trad. de l'italien), Toulouse, Anacharsis, 2012, 124 p. (ISBN 978-2-914777-87-2)
- 1914, Flammarion, 2014, 222 p.  (ISBN 978-2-0813-3154-9)
- La fabuleuse histoire du faux papyrus d'Artémidore (trad. de l'italien), Toulouse, Anacharsis, 2014, 303 p. (ISBN 979-10-92011-09-8)
- Vie de Lucrèce, éditions Delga, Paris, 2018. Traduit par Philippe Cocatre et Elena Giannozzi
- Philologie et liberté. La plus subversive des disciplines, l'indépendance de pensée et le droit à la vérité, éditions Delga, Paris, 2020. Traduit par Aymeric Monville
- Politique et littérature dans la Rome ancienne. Des origines à Augustin, éditions Delga, Paris, 2023. Traduit par Aymeric Monville et Luigi-Alberto Sanchi